# Karel Křen
Karel Křen, vlastním jménem František Zgoda (29. listopadu 1861 Kojetín – 18. února 1907 Dubany), byl moravský kněz, spisovatel a humorista.

## Život
Narodil se v Kojetíně do krejčovské rodiny. Studoval Slovanské gymnázium v Olomouci. Maturoval roku 1883 a rozhodl se spolu s 19 spolužáky z ročníku vstoupit do arcibiskupského semináře. Kněžské svěcení přijal v roce 1888. Poté působil jako kaplan v Branné, roku 1899 se stal dubanským farářem. Krátce působil v Bystročicích načež se vrátil do Duban, kde zastával funkci kaplana až do své smrti 18. února 1907. Je pochován na tamním hřbitově.

## Dílo
Dílo publikované pod pseudonymem Karel Křen je věnováno Hané, kde strávil celý život. Denně se stýkal s Hanáky a zamiloval si jejich životní styl a zvyky. Podařilo se mu zaznamenat hanácký dialekt a folklór. Pro svá díla si vytvořil hanácké osobnostní prototypy např. postavy hanáckých "stréčků" (stréček Čéšek). Povídky začal psát již okolo roku 1885 v kněžském semináři. Vycházely v novinách, časopisech a kalendářích. Knižně vyšel soubor Na té naší Hané v roce 1889. Zanechal po sobě rozsáhlé texty čítající 14 svazků. Redaktorem jeho souborného vydání byl kněz Josef Pavel Vévoda. Nejznámější jsou: Strýčkovy rozumy, Pod hanáckým nebem, Příhody hanáckých strýčků, Z hanáckých rodin, Z kraje hanáckých palem a Z niv Ječmínkových. Roku 1961 vyšel v nakladatelství Lidová demokracie výbor z Křenova díla.
- Na té naší Hané (1889) [4]
- Veselé hanácké příběhy (1923) [5]
- Z hanáckých gruntů a mlýnů (1923) [6]
- Pod hanáckým nebem (1924) [7]
- Příhody hanáckých strýčků (1924) [8]
- Z hanáckých rodin (1924) [9]
- Z kraje hanáckých palem (1925) [10]
- Z niv Ječmínkových (1926) [11]